# Austroencyrtus ceresii
Austroencyrtus ceresii is een vliesvleugelig insect uit de familie Encyrtidae. De wetenschappelijke naam is voor het eerst geldig gepubliceerd in 1984 door Liao & Tachikawa.